# 大田区立御園中学校
大田区立御園中学校（おおたくりつみそのちゅうがっこう）とは、東京都大田区西蒲田に存在する区立の中学校。学びの多様化学校（いわゆる不登校特例校）に指定されている。

## 概要
令和元年度現在、全学年3クラスずつで全9クラスがある。他学区からの越境通学も多く、生徒数は年々増加傾向である。
また、普通学級の他に、不登校経験者のための相談学級、難聴の生徒のための難聴学級を設置している。また、外国人生徒の増加により、校内で日本語教育を行っている。
教育委員会教育課題推進校に指定されており、通常2日間の職場体験を3日間行う。

## 教育

### 学校教育目標
- 自他を尊重する生徒を育てる
- 進んで学ぶ生徒を育てる
- 心身を鍛える生徒を育てる
- 社会に貢献する生徒を育てる

### エイズ教育
人権教育の一環としてエイズ教育に取り組んでいる。エイズをテーマにした英語演劇では5年連続で、区の代表として東京都大会に選ばれている。
- エイズ啓発英語劇「A Little Shining Star」 - 2002年都大会特別賞受賞

## 著名な卒業生
- 佐野秀光（実業家、政治活動家、支持政党なし代表）
- 神谷明（俳優・声優）
- 石田節子（着物スタイリスト）
- 井上ポイント（お笑い芸人）
- 大沢ひかる　(女優)

## 所在地・アクセス
〒144-0051東京都大田区西蒲田8-5-1
- JR、東急蒲田駅から徒歩約3分。

## 校地・校舎・施設
- 敷地 - 10,944㎡
- 運動場 - 5,550㎡
- 校舎 - 6,853㎡
- 体育館 - 921㎡
- プール - 25m×13m　6コース

地球温暖化対策として校舎の屋上に花壇を設け（屋上緑化）、生徒が植物を育てている。

## 学校周辺
東京実業高校と西蒲田公園は道路を挟んで隣接している。
学校周辺は住宅街で、マンションが密集しているが、かつては工場が非常に多い地域であった。その他、周辺には商店街やユザワヤなど大規模な商業施設があり、蒲田駅周辺は繁華街となっている。そのため、学校ではゲームセンターに行かない、深夜徘徊をしないよう注意や指導している。